# Aphanes microcarpa
Aphanes microcarpa es una hierba anual, de pequeño tamaño, de la familia de las rosáceas.

## Descripción
Herbácea de aprox. 10 cm. anual, generalmente acompañada de pelos. Hojas alternas, palmeadas, con pecíolo corto, estipuladas, limbo en forma de abanico dividido en 2-3 segmentos a su vez lobulados. Estípulas divididas entre un cuarto o la mitad de su longitud, con dientes ovados a triangulares. Inflorescencia de cimas agrupadas en los nudos y opuestas a las hojas, rodeadas por las estípulas. Flores hermafroditas, actinomorfas, sin pétalos, períginas. Cáliz con 4 sépalos ciliados con cílos mayores que los sépalos. Androceo con un estambre. Fruto aquenio sésil, encerrado parcialmente por el mismo, junto con los sépalos forma la úrnula.
Número cromosómico
n=8
Hábitat
Claros de bosque y matorral, cultivos, barbechos, pastos, terrenos alterados;  en  suelos  arenosos  ±  encharcados  en  invierno;  silicícola.
Distribución
Distribuido en Europa Central y Occidental, Región Macaronésica. (Argelia, Marruecos, Islas Cararias, Córcega, Francia, España, Portugal, Croacia, Madeira, Islas Azores.)
Ecología
Acompañando a los terófito del Lygeo-Stipetum lagascae BR.-Bl. & O. de Bolós (1954) y en el Teucrio-Nepetum braun-blanqueti. O. de Bolós 1973.
Sobre polvo rico en carbonatos, suele comportarse generalmente como acidófila o neotrófila, colonizando suelos arenosos decalcificados en pastizales terofíticos.

## Taxonomía
Descrito como Alchemilla microcarpa en Diagnoses plantarum novarum hispanicarum Diagnoses plantarum novarum hispanicarum; 1842 11 1842. (Diagnoses Plantarum Novarum Hispanicarum)
Aphanes microcarpa (Boiss. & Reut.) Rothm. Publicado en: Rothmaler W (1937) Systematische Vorarbeiten zu einer Monographie der Gattung Alchemilla (L.) Scop. VII. Aufteilung der Gattung und Nomenklatur. Repertorium novarum specierum regni vegetabilis 42(11-15): 164-173. (Feddes Repert.)

## Sinonimia
- Alcemilla microcarpa Boiss. & Reut.
- Alchemilla arvensis subsp. microcarpa (Boiss. & Reut.) Arcang.
- Alchemilla microcarpa Boiss. & Reut.

## Nombres vernáculos
Miseria de camino (Gran Canaria)